# Іннокентій (Беляєв)
Іннокентій (в миру Іван Васильович Беляєв, 23 вересня 1862, Владімірська губернія - 9 (22) вересня 1913, Санкт-Петербург) — єпископ Російської православної церкви в добу Російської імперії; з 7 грудня 1909 архієпископ Карталинський і Кахетинський,  Екзарх Грузії, постійний член Святійшого Синоду.

## Біографія
Народився в сім'ї священика Володимирській єпархії. В 1881 році закінчив Владімірську духовну семінарію. В 1885 році - Казанську духовну академію зі ступенем кандидата богослів'я. Магістр богослів'я (1899; тема дисертації: «Постриг у чернецтво»). Був одружений, мав дітей, однак і дружина, і діти померли, що і привело його до прийняття в 1895 році чернецтва. Почесний член  Казанської  духовної академії (1912).
З 1885 року - викладач словесності і літератури в Тобольській духовній семінарії і Тобольському жіночому єпархіальному училищі, а потім викладач в Тобольській жіночій Маріїнській гімназії.
З 1887 році - інспектор класів Тобольської жіночої Маріїнської гімназії.
У березні 1895 році був пострижений в чернецтво. З 26 березня 1895 року - ієромонах.
У 1895 був зведений в сан архімандрита, був призначений ректором Литовської духовної семінарії і настоятелем Віленського Свято-Троїцького монастиря. Також був головою єпархіальної ради училища, головою комітету Свято-Духівського братства з видання народних книг і брошур, головою комісії по влаштуванню народних читань.
З 1 серпня 1899 року - єпископ Сумської єпархії, вікарій Харківської єпархії.
З 10 грудня 1901 року - єпископ Нарвський, вікарій Санкт-Петербурзької єпархії.
З 8 лютого 1903 року - єпископ Тамбовський і Шацький.
Перебуваючи на Тамбовській кафедрі, проявив себе енергійним адміністратором, активно брав участь в організації урочистих заходів з прославлянню преподобного Серафима Саровського.
Для поліпшення церковного управління відновив Козлівське вікаріатство в складі єпархії, керував перебудовою єпархіального собору та будівництвом свічкового єпархіального заводу, облаштував жіноче єпархіальне училище. Активно залучав духовенство до місіонерської діяльності.
За даними словника Брокгауза і Ефрона, за своїм настроєм: «Дуже близько підходив до митрополита Антонія і вважався прихильником реформ в церкві. Весь час ходили чутки про його негаразди з прихильниками реакції і войовничого клерикалізму».
Брав участь в роботі Предсоборної присутності.
В 1907 році за дорученням Синоду контролював Владикавказьку, а в 1909 - Катеринославську єпархії.
Став Екзархом Грузії у важкій ситуації, коли його попередник архієпископ Ніон Софійськийбув убитий терористами. Змі стабілізувати стан справ в екзархаті, грузинська частина духовенства якого виступала за відновлення автокефалії.
Помер від паралічу серця. Похований на братському цвинтарі Олександро-Невської лаври поруч з могилою митрополита Санкт-Петербурзького і Ладозького Антонія Вадковського, учнем (в Казанській духовній академії) і близьким другом якого був.

## Праці
- Бєляєв І. Ст. Релігійний елемент у творах А. С. Пушкіна. // Тобольские єпархіальні відомості. — 1887.
- Беляєв І. В. Мова в свято 300-річчя Тобольська. // Тобольсвіе єпархіальні відомості. - 1889.
- Іннокентій Беляєв, архімандрит. Постриг в чернецтво. Досвід історико-літургійного дослідження обрядів постригу в чернецтво в грецьких Церквах до XVII століття включно. (Магістерська дисертація). - Вільно, -1899 р Відгук на цю працю см. // Православний Співрозмовник. - 1900 (квітень). - додаток 11 і 12.
- Іннокентій Беляєв, єпископ. Слова й мови. Харків. - 1 901.
- Іннокентій Беляєв, єпископ. Книга Рут. // Віра і Розум. - 1900 - № 6. 7.
- Іннокентій Беляєв, єпископ. Про Преосвященного Інокентія. // Віра і Розум. - 1902 (січень).
- Іннокентій Беляєв, єпископ. Слова і промови (в двох томах). СПБ, 1907. Відгук: // Додаток до Церковних відомостей. - 1908. - № 8. - с. 399.
- Іннокентій Беляєв, єпископ. Промова на єпархіальному з'їзді духовенства 5 вересня 1909 року довкола поширення баптизму в Тамбовській єпархії. // Додаток до Церковних відомостей. - 1909. - № 39. - с. 1795.
- Іннокентій Беляєв, єпископ. Промова, сказана при прощанні з Тамбовською духовною семінарією. // Додаток до Церковних відомостей. - 1910. - № 5. - с. 180-182.
- Іннокентій Беляєв, архієпископ. Промова 25 січня 1910 року при вступі в Сіонський собор м. Тифліса. // Додаток до Церковних відомостей. - 1910. - № 6. - с. 236.
- Іннокентій (Беляєв), архієпископ. Слово, вимовлене при першому відвідуванні Тифліської духовної семінарії і служінні в храмі 14 березня 1910 року. // Додаток до Церковних відомостей. - 1910. - № 13 - с. 581.
- Іннокентій (Беляєв), архієпископ. Промова при врученні палиці нововисвяченому єпископу Бакинському Пімену. // Додаток до Церковних відомостей. - 1911. - № 9. - с. 368-370.
- Іннокентій (Беляєв), архієпископ. Промова на панахиді. // Додаток до Церковних відомостей. - 1911. - № 50, с. 2157.
- Іннокентій (Беляєв), архієпископ. Слово «Про вихованості». // Додаток до Церковних відомостей. - 1912. - № 7. - с. 229.
- Іннокентій (Беляєв), архієпископ. Слово, вимовлене при вступі в Телавський собор в Кахетії 23 травня 1912 року. // Додаток до Церковних відомостей. - 1912. - № 24. - с. 979.
- Іннокентій (Беляєв), архієпископ. Слово по освяченні храму в ім'я Святителя Іоанна Златоуста в новій будівлі реального училища в м. Тифлісі. // Додаток до Церковних відомостей. - 1912. - № 41. - с. 1643.
- Іннокентій (Беляєв), архієпископ. Промова при відспівуванні в Бозі покійного митр. Антонія. // Додаток до Церковних відомостей. - 1912. - № 45. - с. +1823.
- Іннокентій (Беляєв), архієпископ. Слово перед панахидою за покійних царів. // Додаток до Церковних відомостей. - 1913. - № 10. - с. 433.
- Іннокентій (Беляєв), архієпископ. Архіпастирське послання коханим чадам Церкви Іверської і всім, хто закликає ім'я Господа нашого Ісуса Христа в межах Закавказзя. // Додаток до Церковних відомостей. - 1913. - № 11. - с. 471.
- Іннокентій (Беляєв), архієпископ. Промова перед відкриттям засідань з'їзду книжників Кавказького уч. округу. // Додаток до Церковних відомостей. - 1913. - № 25. - с. 1189.
- Іннокентій (Беляєв), архієпископ. Слово в день пам'яті і представлення св. Апостола і Євангеліста Іоанна Богослова. // Додаток до Церковних відомостей. - 1913. - № 39. - с. 1760.